# شبه‌جزیره چبوکتو

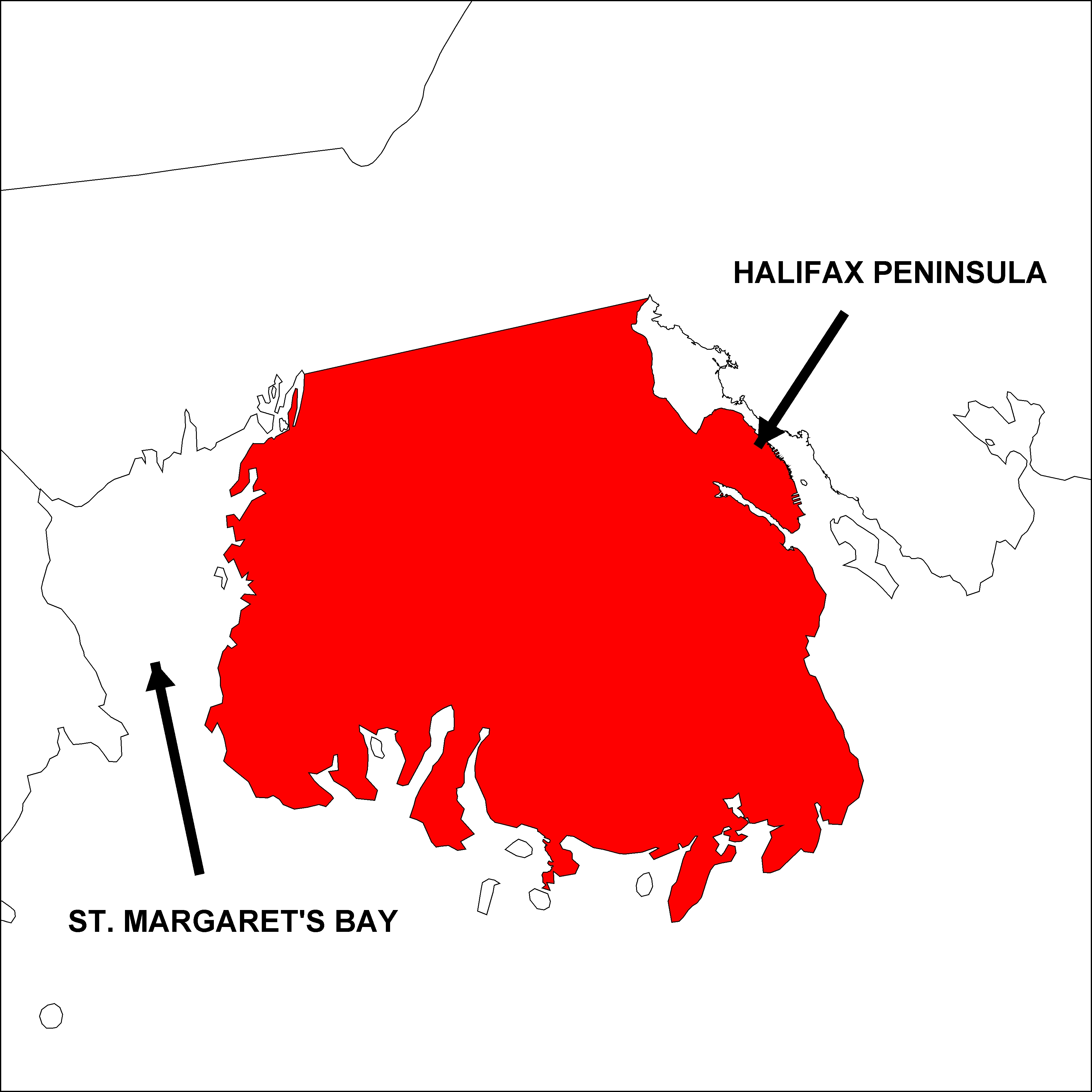
موقعیت شبه‌جزیره چبوکتو در نوا اسکوشیا

شبه‌جزیره چبوکتو نام یک شبه‌جزیره در مرکز نوا اسکوشیا و ساحل اقیانوس اطلس است.

## مدیریت
این منطقه توسط حوزه هالیفاکس، نوا اسکوشیا اداره می‌شود.

## محدوده
این شبه‌جزیره از غرب به خلیج سن مارگارت، از جنوب به اقیانوس اطلس و از شرق به بندر هالیفاکس (و حوزه بدفورد) محدود می‌شود.
این شبه‌جزیره، شبه‌جزیره هالیفاکس را نیز در بر می‌گیرد.

## جمعیت
بخش بزرگی از شبه‌جزیره چبوکتو، خالی از سکنه است و محل مناسبی برای زندگی موجودات وحشی این منطقه به حساب می‌آید.